# 布塔彼得拉
布塔彼得拉（義大利語：Buttapietra）是意大利威尼托大区维罗纳省的一个市镇。总面积17.19平方公里，人口6863人，人口密度399.2人/平方公里（2009年）。国家统计（ISTAT）代码为023016。

## 友好城市
- 義大利比森蒂